# بخش مرکزی شهرستان خرمشهر
بخش مرکزی شهرستان خرمشهر یکی از بخش‌های شهرستان خرمشهر استان خوزستان در جنوب غربی ایران است.

## تقسیمات کشوری
- بخش مرکزی شهرستان خرمشهر
  - دهستان حومه شرقی
  - دهستان حومه غربی
  - دهستان غرب کارون

شهرها : خرمشهر ، مقاومت

## جمعیت
براساس سرشماری عمومی نفوس و مسکن در سال ۱۳۹۵، جمعیت بخش مرکزی شهرستان خرمشهر برابر با ۱۶۱،۸۲۰ نفر بوده‌است.